# Billington and Langho
Billington and Langho – civil parish w Anglii, w Lancashire, w dystrykcie Ribble Valley. W 2011 civil parish liczyła 5415 mieszkańców.